# Josef Hawran
Josef Hawran, též Josef Havran (7. listopadu 1830 Bartovice – 21. září 1873 Opava), byl rakouský politik německé národnosti ze Slezska, v 2. polovině 19. století poslanec Říšské rady.

## Biografie
Byl starostou obce Velká Polom. Působil jako statkář a politik.
Počátkem 70. let 19. století zasedal na Slezském zemském sněmu. Zastupoval kurii venkovských obcí, volební obvod Opava, Krnov. Zemský sněm ho roku 1872 delegoval i do Říšské rady (celostátní parlament, volený nepřímo zemskými sněmy). Složil slib 12. prosince 1872. Chtěl kandidovat i v prvních přímých volbách do Říšské rady roku 1873, ale musel ustoupit jinému kandidátovi. Nehlásil se k českému národu, ale v zemských volbách získal jistou podporu i od českého obyvatelstva ve Slezsku. Opavský týdenník ho v roce 1871 označil za nejúhlavnějšího nepřítele slovanské strany a prvního pomahače Deutschvereinu v Opavě. Občas prý veřejně přiznával, že je slovanského původu, ale politicky nepodporoval české hnutí. Stranicky se profiloval jako německý liberál (takzvaná Ústavní strana, liberálně a provídeňsky orientovaná, odmítající federalistické aspirace neněmeckých etnik). Po jeho smrti ho v zemském sněmu nahradil Josef Kubitza.
Zemřel v opavské nemocnici v září 1873. Příčinou úmrtí byl tyfus[nepřesný odkaz].